# Trissolcus japonicus
Guêpe samouraï
Espèce
Trissolcus japonicus, la Guêpe samouraï, est une espèce de guêpe parasitoïde de la familledes Scelionidae, originaire d'Asie de l'Est mais que l'on trouve maintenant en Europe, en Amérique du Nord et au Chili,. 

## Description

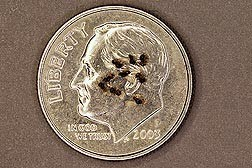
Spécimens de T. japonicus sur une pièce américaine.

Elle est principalement connue pour parasiter Halyomorpha halys (la punaise marbrée brune). Elle dépose des œufs dans les œufs de la punaise et, au fur et à mesure que les larves de guêpes se développent, elles tuent les œufs de la punaise. Une seule guêpe adulte émerge de chaque œuf de punaise marbrée.
L'espèce Trissolcus japonicus a été initialement décrite par l'entomologiste américain William Harris Ashmead en 1904, et transférée au genre Trissolcus en 1968. Toutes les espèces du genre Trissolcus sont des parasitoïdes des œufs de Pentatomoidea (punaises et leurs alliés). Trissolcus halyomorphae était utilisé depuis 2009, mais a depuis été classé comme synonyme de Trissolcus japonicus,.
Les adultes de Trissolcus japonicus sont de petites guêpes noires aux pattes et aux antennes orange et noires. La guêpe samouraï adulte est 1-2 millimètres (0,9212598426 po) de longueur. La taille de la guêpe dépend de la taille de l'œuf hôte d'où elle est sortie. Elle ne pique pas les gens.
La guêpe samouraï est originaire d'Asie de l'Est, notamment de Chine, du Japon, de Corée et de Taïwan.
En 2014, deux populations adventives ont été découvertes aux États-Unis lors d'enquêtes visant à identifier les parasitoïdes nord-américains susceptibles d'attaquer la punaise marbrée,. Des tests génétiques ultérieurs ont montré que ces populations sauvages s'étaient auto-introduites : elles n'étaient pas liées les unes aux autres, ni à la souche de laboratoire de parasitoïdes hébergée en quarantaine pour des tests de biosécurité depuis 2007. Une population européenne adventive a été découverte lors d'enquêtes similaires en Suisse, en 2017.
Trissolcus japonicus fait actuellement l'objet de programmes de lutte biologique contre la punaise marbrée aux États-Unis, en Europe et en Nouvelle-Zélande. Aux États-Unis, il faudra probablement des années aux guêpes pour accumuler des densités suffisamment importantes dans la nature pour avoir un impact mesurable sur les populations de punaise marbrée, mais des efforts sont en cours pour augmenter les populations sauvages avec des spécimens élevés en laboratoire,. Les récents efforts de redistribution de Trissolcus japonicus dans l'État de New York engagent également les participants au projet Citizen Science à réduire les populations urbaines de punaise marbrée. En Nouvelle-Zélande, des tests sur un échantillon d'hôtes ont montré qu'il attaque la punaise endémique du bouclier alpin (Hypsithocus hudsonae) lors d'essais en laboratoire lorsqu'un parasitoïde est confiné avec une masse d'œufs.